# Chris Hipkins
Christopher John Hipkins (Wellington, 5 de setembre de 1978) és un polític neozelandès. Des del 22 de gener de 2023, és el líder del Partit Laborista de Nova Zelanda i substituirà a Jacinda Ardern com a primer ministre de Nova Zelanda. Actualment, és el ministre d'educació, policia, servei públic i el líder de la Cambra de Representants de Nova Zelanda. Ha estat membre del Parlament des de les eleccions de 2008 per Remutaka
El 21 de gener de 2023, Hipkins esdevingué l'únic candidat a substituir Ardern al capdavant del Partit Laborista. S'espera que el 25 de gener es converteixi en el 41è primer ministre de Nova Zelanda.